# ذا ليجند أوف زيلدا (لعبة فيديو)
ليجند أوف زيلدا (بالإنجليزية: The Legend of Zelda)‏أو أسطورة زيلدا، وأصدرت بعنوان فرعي The Hyrule Fantasy في الإصدار الياباني الأصلي، هي لعبة فيديو أكشن ومغامرات صدرت عام 1986 من قبل شركة نينتندو، وأطلقت في أمريكا الشمالية في عام 1987 وهي من تصميم شيغيرو مياموتو وتاكاشي تيزوكا. تقع الأحداث في أرض هيرول الخيالية، وتدور القصة حول صبي يدعى لينك، يحاول أن يجمع الأجزاء الثمانية من جواهر ترايفورس لينقذ الأميرة زيلدا من الشرير جانون. اللعبة تعتمد منظور من أعلى إلى أسفل، ويتنقل اللاعب عبر عالم اللعبة ويدخل العديد من الكهوف ويهزم الأعداء ويبحث عن الأسرار في طريقه.
هذه اللعبة هي الافتتاحية في سلسلة ذا ليجند أوف زيلدا، أطلقت أولا في اليابان على نظام القرص فاميكوم. وبعد مرور أكثر من عام، أطلقت اللعبة في أمريكا الشمالية وأوروبا على نينتندو إنترتينمنت سيستم في شكل خرطوشة روم، ما جعل اللعبة أول لعبة منزلية تشمل بطارية داخلية لحفظ البيانات. وأصدرت اللعبة مجددا في اليابان عام 1994، باسم أسطورة زيلدا 1 (باليابانية: ルダの伝説１) (زيرودا نو دينسيتسو وان). كما تمت إعادة إصدارها نحو جيم كيوب،  جيم بوي أدفانس  وفرتشويل كونسول.
حققت اللعبة نجاحا في المبيعات لصالح نينتندو، حيث بيع منها أكثر من 6.5 مليون نسخة. وترد في كثير من الأحيان في قوائم الألعاب باعتبارها من أعظم الألعاب أو أكثرها تأثيرا وتعتبر الرائدة الروحية لألعاب فيديو تقمص الأدوار. تلت اللعبة تتمة انفرادية، عدة تتمات تسبيقية، وعدد من الألعاب المتفرعة؛ وأصبحت سلسلة إحدى أكثر ألعاب نينتندو شعبية.

## قصة اللعبة
يقوم لينك «بطل اللعبة» للبحث عن الأميرة المخطوفة «زيلدا» من قبل أحد وحوش الافتراضيين، فيقوم لينك لتحرير الأميرة زيلدا والقضاء على زعيم الوحوش.

## ميزات اللعبة
من مميزات اللعبة، قتل عدد من الخصوم للحصول على إحدى قطع الألماس لغرض شراء مايحتاجه بطل اللعبة، فيقوم بشراء السيف أو القوس أو الحصول على الطاقة الكاملة على شكل قلب، بالإضافة إلى وجود لعبة الحظ والذي يشرفه الرجل العجوز.

## ألبوم الصور

شخصية لينك داخل الزنزانة.

## وصلات خارجية
- ذا ليجند أوف زيلدا على موقع IMDb (الإنجليزية)

- The Legend of Zelda at Zelda.com
- The Legend of Zelda guide في موقع ستراتيجي ويكي
- ذا ليجند أوف زيلدا على موبي غيمز
- The Legend of Zelda at NinDB
- The Legend of Zelda at Zelda Wiki.org